# Голубятин
Голубя́тин (укр. Голуб'ятин) — село на Украине, основано в 1720 году, находится в Попельнянском районе Житомирской области. Расположено на реке Раставице.
Код КОАТУУ — 1824781501. Население по переписи 2001 года составляет 605 человек. Почтовый индекс — 13547. Телефонный код — 4137. Занимает площадь 5,049 км².

## Адрес местного совета
13547, Житомирская область, Попельнянский р-н, с.Голубятин, ул.Ленина